# Robert de Nantes
Robert de Nantes va ser nomenat Patriarca de Jerusalem el 15 de maig del 1240, després d'estar vacant el patriarcat durant gairebé any i mig, en el qual les intrigues del Papa Gregori IX van impedir el nomenament de Jacobo de Vitry, després de la mort de Gerardo de Lausana.
Va néixer a la Saintonge, i va exercir com bisbe de Nantes abans de partir a Terra Santa.
Va morir el 8 de juny del 1254, succeint-li en el càrrec Jacobo Pantaleón de Court-Palais, el futur Papa Urbà IV.